# ورد (بافندگی)

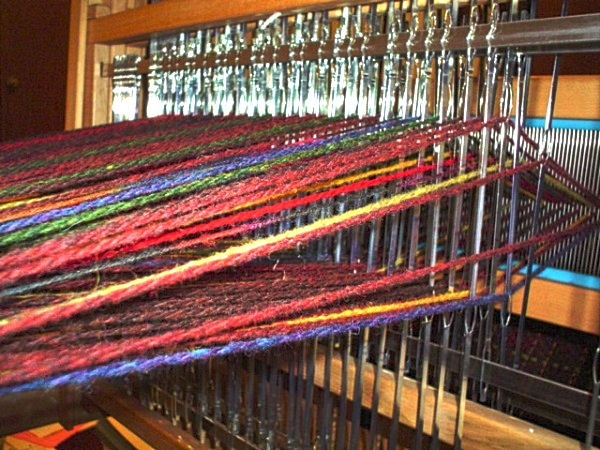
وردها در دو ردیف (جلو و عقب). هرکدام از نخ‌های تار (رنگی) از میان یک سوراخ ورد عبور می‌کنند. در پس‌زمینه دفتین دیده می‌شود.

ورد (انگلیسی: heald یا Heddle) یکی از اجزای اصلی دستگاه بافندگی است. هر نخ تار از میان یک سوراخ در ورد عبور می‌کند. با بالا و پایین بردن وردها، می‌توان نخ‌های تار را از هم جدا کرد و فضای لازم برای عبور پود را ایجاد کرد. این حرکت بالا و پایین رفتن وردها، نقش اساسی در ایجاد بافت پارچه دارد.
به ورد، میل‌میلک، تارکش و تارگذران هم گفته‌اند.
وردها معمولاً از نخ یا سیم ساخته می‌شوند و روی یک شفت در دستگاه بافندگی آویزان هستند. هر ورد یک سوراخ در مرکز خود دارد که نخ تار از آن عبور می‌کند. تعداد وردها در یک دستگاه بافندگی می‌تواند بسیار زیاد باشد، به خصوص در دستگاه‌هایی که برای بافت پارچه‌های ظریف یا عریض استفاده می‌شوند.